# Kotowice (Glogovia, Baja Silesia)
Kotowice es una localidad del distrito de Głogów, en el voivodato de Baja Silesia (Polonia). Se encuentra en el suroeste del país, dentro del término municipal de Pęcław, a unos 7 km al este de la localidad homónima y sede del gobierno municipal, a unos 18 al este de Głogów, la capital del distrito, y a unos 75 al noroeste de Breslavia, la capital del voivodato. Kotowice perteneció a Alemania hasta 1945.
- Datos: Q6434219